# Орбелян, Сайда Михайловна
Сайда Михайловна Орбелян (арм. Սայդա Միքայելի Օրբելյան, азерб. Səidə Mixaylovna Orbelyan; род. 1945, Степанакерт) — советская азербайджанская ткачиха, передовица труда. Депутат Верховного Совета СССР (10-й и 11-й созывы), победитель социалистического соревнования и ударница коммунистического труда.

## Биография
Родилась в 1945 году в городе Степанакерт Нагорно-Карабахской АО Азербайджанской ССР.
С 1959 года — ткачиха Карабахского шелкового комбината имени 26 бакинских комиссаров города Степанакерт Нагорно-Карабахской автономной области.
Сайда Орбелян проявила себя в работе лучшим образом, показав свое высокое мастерство. Первое время у ткачихи не получалось шить: тонкая шелковая нить часто рвалась, и Сайда, опустив руки, не думала, что сможет стать хорошей ткачихой. Однако, решившись усердно работать, Орбелян освоила работу на трех станках; а позже взяла пример у своей соперницы по соцсоревнования, Героя Социалистического Труда Кнарик Аракелян, освоив работу уже на четырёх станках, а потом пяти станках вместо нормативных трёх. Первых успехов Сайда достигла в период восьмой пятилетки: её она закончила досрочно — за 3 года и 5 месяцев, за что была награждена медалью «За трудовое отличие». В период девятой пятилетки передовица начала применять новые методы для ускорения процесса работы и получения новых достижений: Сайда Орбелян восстанавливала порвавшиеся нитки за 28 секунд, вместо нормативных 44, пока другие ткачихи меняли челнок за 5 секунд, Сайда делала это вдвое быстрее, а за смену передовая ткачиха производила по 20 метров ткани сверх плана. Эти мелкие показатели давали большую экономию времени, в результате чего задание пятилетки она выполнила в октябре 1973 года — всего лишь за два года, девять месяцев и двадцать дней. Но Сайда Орбелян не остановилась на этих показателях и решила добиться максимальной выработки — выполнить до 1976 года два пятилетних плана. Обдумав все решения, Сайда извлекла из станков все возможное, производя за смену уже 20 метров сверх плана. Начиная с мая 1974 года она первой в республике перешла на обслуживание шести челночных станков, доведя сменную выработку до 120 метров; в месяц это составило прибавку чистых 400—500 метров к прежним 2200. По итогам девятой пятилетки Сайда Орбелян выткала 127 898 метров ткани вместо плановых 61 117 метров, выполнив пятилетний план на 209,2 %; продукции было продано на 313 тысяч рублей сверх плана. Немалых результатов Орбелян достигла в десятой пятилетке. Уже в феврале 1976 года она выполняла план июня 1981 года, а за 1981 год она выполнила 9 годовых планов. Вытканные Орбелян ткани отличались высоким качеством, 78 % вытканных тканей относились к тканям первого сорта. Широкой популярностью пользовалась продукция комбината под марками «Галинка», «Паплин», «Дамассе», «Сержа» и другие. Коллеги по работе характеризовали Орбелян как скромную, но энергичную и целеустремлённую и стремящуюся к вершинам своего мастерства. 
Активно участвовал в общественной жизни Азербайджана. Член КПСС с 1960 года. Делегат XXV и XXVI съездов КПСС, XXIX, XXX и XXXI съезда Компартии Азербайджана, где избиралась членом ЦК. Избиралась членом бюро Нагорно-Карабахского областного комитета КП Азербайджана. Депутат Верховного Совета СССР 10-го и 11-го созывов.